# Ника (имя)
Ни́ка (греч. Νίκη — «победа») — женское имя греческого происхождения. Это имя древнегреческой богини победы.

Также имя Ника — это сокращённая форма некоторых женских (Вероника, Евника, Моника, Доминика, Шушаника) и мужских имён (Доминик, Николай, Никита, Никодим, Никифор).
Православные именины (даты даны по григорианскому календарю): 23 марта, 29 апреля.